# Robert Graham
Robert Graham (* 7 de diciembre de 1786, Stirling - 7 de agosto de 1845, Clodoch, Perthshire) fue un médico y botánico británico. Fue médico de la Royal Infirmary of Edinburgh y "curador regio" (1820 - 1845) del Real Jardín Botánico de Edimburgo.
Obtiene su Medical Doctorat en 1808. Fue el primer profesor de Botánica de Glasgow en 1818. En 1821 deviene miembro de la Sociedad Linneana de Londres. Profesor de Medicina y Botánica en Edimburgo de 1819 a 1845. Ganó las oposiciones a la cátedra real de Botánica de la Universidad de Glasgow en 1818. Y fue el primer presidente de la "Sociedad de Botánica de Edimburgo en 1836. Recolectó en Jersey, en 1842, y también en Irlanda y en Gran Bretaña.
En 1830 Graham publica Characters of Genera extracted from British Flora of W.J. Hooker.
Su herbario y su biblioteca fueron mal vendidos en 1846, y se perdieron.

## Honores
Sir William J. Hooker (1785-1865) le dedicó en 1827 el género Graemia de la familia Compositae.

## Fuente
- Desmond, R. 1994. Dictionary of British & Irish Botanists & Horticulturists includins Plant Collectors, Flower Painters & Garden Designers. Taylor & Francis & The Natural History Museum, Londres.

- La abreviatura «Graham» se emplea para indicar a Robert Graham como autoridad en la descripción y clasificación científica de los vegetales.[1]